# Попков, Альберт Михайлович
Альбе́рт Миха́йлович Попко́в (род. 26 сентября 1972, Южно-Сахалинск) — российский веб-разработчик, создатель социальной сети «Одноклассники» и финансового маркетплейса «Сравни».

## Биография
Альберт Михайлович Попков родился 26 сентября 1972 года в Южно-Сахалинске.
... не был примерным учеником. Школу не окончил, ушел после восьмого класса. Работал продавцом в ларьке, строителем и даже сушильщиком карандашной дощечки на карандашной фабрике. В начале 1990-х торговал в «Лужниках» батарейками. Но потом понял, что это не мое, и занялся любимым делом — программированием. Однако тогда людям этой профессии и платили мало, вот и приходилось крутиться»
В 1975 году семья Попкова переехала в Москву, где он закончил вечернюю школу. В 18 лет Попков поступил в техникум, а параллельно устроился работать программистом. Разрабатывал программное обеспечение для советских компьютеров «Корвет». В 1990-е годы торговал на рынке, работал сушильщиком карандашной дощечки. В 1995 году стал разрабатывать сайты по заказу американских компаний (Canon, Simon & Schuster Publishing).
«Я ничего плохого не сделал и ничего ни у кого не украл, — утверждал Попков. — Первый сайт „Одноклассников“ я написал своими руками, запустил и до определенного этапа раскрутил практически в одиночку. У меня нет другого выбора, кроме как отстаивать свои интересы, и я готов идти до конца».»
В период работы программистом Попков занялся собственным проектом — сайтом «Одноклассники.ru», и в дальнейшем сосредточился на нём. Разработку проекта он финансировал самостоятельно. В 2007 году социальная сеть получила инвестиции от Forticom, которая была заинтересована в выходе на российский рынок.
Летом 2007 года сменили технологическую платформу. До этого проект работал на том, что Альберт написал «на коленках». В ноябре 2007 года Одноклассники стали двукратными лауреатами «За вклад в развитие сети Интернет».

## «Одноклассники»

### О социальной сети
«Однокла́ссники» — многоязычная социальная сеть, используемая для поиска одноклассников, однокурсников, бывших выпускников, а также родных и близких родственников и общения с ними. Проект запущен 4 марта 2008 года, его автором является российский веб-разработчик Альберт Попков.
По данным на апрель 2010 года сайт занимал пятое место по ежемесячному охвату для аудитории российских интернет-пользователей 14—55 лет среди всех русскоязычных ресурсов. По данным собственной статистики сайта, на июль 2011 года зарегистрировано более ▲ 100 миллионов пользователей, на март 2012 года более ▲ 148 миллионов пользователей, а на 1 января 2013 года более ▲ 205 млн пользователей. Посещаемость сайта — ▲ более 40 миллионов посетителей в сутки.

### Основание социальной сети

#### 2007 год
Проект был запущен в марте 2007 года. С марта по ноябрь 2006 проект существовал как хобби и в коммерческом плане упоминался только в дружественном рекламном агентстве как новая площадка для размещения рекламы. Количество пользователей, зарегистрировавшихся на сайте, росло в геометрической прогрессии, поэтому основателем проекта было принято решение о создании отдельного юридического лица.
В ноябре сайт насчитывал уже 1,5 миллиона пользователей. Было решено создать отдельное юридическое лицо. Владельцем сайта стало ООО «Одноклассники», зарегистрированное в России в январе 2009 года. Головная управляющая компания Odnoklassniki Ltd была зарегистрирована в Лондоне в сентябре 2006 года.

#### 2008 год
К июлю 2007 года социальная сеть «Одноклассники» увеличила свою аудиторию в 2 раза — до 4 миллионов пользователей.
В 2007 году инвестор Юрий Мильнер купил у Альберта Попкова долю в «Одноклассниках». Изначально фонд Мильнера DST Global приобрел около 28,5 % акций «Одноклассников» за 17,1 миллиона долларов. Это было сделано через зарегистрированную на Британских Виргинских островах компанию Forticom Group Ltd. В 2008 году сообщалось, что DST и её дочерняя эстонская компания Ou Tobias владеют по 28,47 и 28,8 процента акций Odnoklassniki Ltd. соответственно. Ещё 42 процента акций оставались в собственности Попкова и его супруги Ирины. С 2007 года около 30 % долей в ООО «Одноклассники» принадлежали латвийской компании Forticom, аффилированной с Forticom Group Ltd.

#### 2009 год
В сентябре 2008 года на посту президента компании Попкова сменил Никита Шерман, бывший руководитель сайта знакомств «Мамба». После этого Попков оставался членом совета директоров и владельцем 21 процента акций.

#### 2010 год
В июле 2009 года социальная сеть «Одноклассники» заняла пятое место по ежемесячному охвату для аудитории российских интернет-пользователей 14-55 лет среди всех русскоязычных ресурсов.
В социальной сети «Одноклассники» зарегистрировано более 45 миллионов пользователей. По данным TNS Web Index 56 % аудитории составляют пользователи в возрасте 25-44 лет. Доля руководителей и специалистов 19 % и 28 % соответственно.
В начале апреля на сайте появились игры в beta-тестировании, разработчиками которых стала компания i-Jet.
31 августа сеть отменила плату за регистрацию пользователей.
24 декабря пользователи социальной сети «Одноклассники» получили возможность протестировать бета-версию видеочата.
В 2010 году фонд DST Ю. Мильнера и А. Усманова увеличил свою долю акций в проекте до 75 %, а потом выкупил оставшиеся у других акционеров. В том же году Мильнер объединил все свои российские компании и вывел их на лондонскую биржу под именем Mail.Ru Group. Попков вышел из числа совладельцев проекта.

### Судебный спор с работодателем
В 2008 году разгорелся скандал, связанный с тем, что во время работы на британскую компанию i-CD Publishing Альберт Попков занимался проектом «Одноклассники».
Британский работодатель утверждал, что Попков нарушил условия трудового контракта и поэтому должен отдать свой бизнес и все полученные от него доходы.
Иск был подан в феврале 2008 года, истцами выступили британский разработчик онлайн-проектов i-CD Publishing и аффилированные с ним Carlene Investment и Passado. В ноябре 2009 года стало известно, что стороны подписали мировое соглашение, его условия не разглашались.

### Сравни.ру
В 2011 году Попков основал сайт Сравни.ру.

## Проект «Сравни.ру»

### О проекте
Сравни.ру — сервис выбора вкладов, кредитов, кредитных карт, полисов каско и ОСАГО. Работает на рынке консалтинга и предоставления услуг с 2009 года. Занимает второе место среди подобных сервисов в Рунете, уступая только сервису Банки.ру.

### История проекта
Первая версия сервиса была запущена 9 мая 2009 года. В конце того же года Сравни.ру стал призёром X Всероссийского Интернет-конкурса «Золотой сайт’2009» в номинации «Профильные СМИ».
В 2010 году был расширен список обрабатываемых банков и страховых компаний, и усовершенствованы алгоритмы поиска и расчета стоимости финансовых продуктов в каждом конкретном случае.
Осенью 2010 года сервис получил «Премию Рунета-2010» VII Национальной Премии РФ за вклад в развитие российского сегмента сети Интернет в номинации «Экономика и бизнес».
В мае 2011 года коллектив Сравни.ру вошел в тройку лидеров рейтинга самых перспективных команд стартапов Рунета и IT по данным агентства Pruffi.